# بريزيدينتي هاييس
نادي بريزيدينتي هاييس (بالإسبانية: Club Presidente Hayes)‏ نادي كرة قدم باراغواياني يلعب في دوري الدرجة الثانية . تم تأسيس النادي في سنة 1907 . ويلقب النادي بـ ”اليانكيز“ (لوس يانكيز) و”النجم الصغير“ (لا إستريليتا). يلعب الفريق بانتظام في ملعب كيكو رييس في أسونسيون كجزء من دوري باراغواي لكرة القدم . تأسس النادي في عام 1907 وشارك في أول بطولة دولية له في كأس مونتيفيديو 1953.